# Campionats del món de ciclocròs de 2017
Els Campionats del món de ciclocròs de 2017 van ser la 68a edició dels Campionats del món de ciclocròs. Les proves tingueren lloc el 28 i 29 de gener de 2017 a Belvaux, situat al municipi de Sanem a l'est de Luxemburg.

## Organització
Els Campionats del món van ser organitzats sota els auspicis de la Unió Ciclista Internacional. Va ser la cinquena vegada que Luxemburg albergava els campionats del món. El darrer cop van ser els de 1968.

## Resultats

### Homes
| Proves  | Or                      | Plata                      | Bronze               |
| Elit    | Wout van Aert (BEL)     | Mathieu van der Poel (NED) | Kevin Pauwels (BEL)  |
| Sub-23  | Joris Nieuwenhuis (NED) | Felipe Orts (ESP)          | Sieben Wouters (NED) |
| Júniors | Thomas Pidcock (GBR)    | Daniel Tulett (GBR)        | Ben Turner (GBR)     |

### Dones
| Prova  | Or                    | Plata              | Bronze              |
| Elit   | Sanne Cant (BEL)      | Marianne Vos (NED) | Katerina Nash (CZE) |
| Sub-23 | Annemarie Worst (NED) | Ellen Noble (USA)  | Evie Richards (GBR) |

## Classificacions

### Cursa masculina
| Pos.   | Ciclista             | País          | Temps    |
| ------ | -------------------- | ------------- | -------- |
| Or     | Wout van Aert        | Bèlgica       | 1h02'08" |
| Argent | Mathieu van der Poel | Països Baixos | +44"     |
| Bronze | Kevin Pauwels        | Bèlgica       | +2'09"   |
| 4.     | Lars van der Haar    | Països Baixos | +2'52"   |
| 5.     | Corné van Kessel     | Països Baixos | +3'09"   |
| 6.     | Laurens Sweeck       | Bèlgica       | +3'29"   |
| 7.     | Michael Boros        | Txèquia       | +3'47"   |
| 8.     | Gianni Vermeersch    | Bèlgica       | +4'02"   |
| 9.     | Simon Zahner         | Suïssa        | +4'08"   |
| 10.    | Sascha Weber         | Alemanya      | +4'29"   |

### Cursa femenina
| Pos.   | Ciclista          | País          | Temps   |
| ------ | ----------------- | ------------- | ------- |
| Or     | Sanne Cant        | Bèlgica       | 43'06"  |
| Argent | Marianne Vos      | Països Baixos | + 01"   |
| Bronze | Katerina Nash     | Txèquia       | + 21"   |
| 4.     | Lucinda Brand     | Països Baixos | + 21"   |
| 5.     | Maghalie Rochette | Canadà        | + 36"   |
| 6.     | Eva Lechner       | Itàlia        | + 53"   |
| 7.     | Christine Majerus | Luxemburg     | + 1'21" |
| 8.     | Ellen Van Loy     | Bèlgica       | + 1'25" |
| 9.     | Nikki Brammeier   | Regne Unit    | + 1'31" |
| 10.    | Kaitlin Antonneau | Estats Units  | + 1'46" |

### Cursa sub-23
| Pos.   | Ciclista          | País          | Temps   |
| ------ | ----------------- | ------------- | ------- |
| Or     | Joris Nieuwenhuis | Països Baixos | 53' 58" |
| Argent | Felipe Orts       | Espanya       | +1'23"  |
| Bronze | Sieben Wouters    | Països Baixos | +1'29"  |
| 4.     | Thijs Aerts       | Bèlgica       | +1'34"  |
| 5.     | Nicolas Cleppe    | Bèlgica       | +1'38"  |
| 6.     | Joshua Dubau      | França        | +1'56"  |
| 7.     | Gioele Bertolini  | Itàlia        | +2'03"  |
| 8.     | Simon Andreassen  | Dinamarca     | +2'28"  |
| 9.     | Quinten Hermans   | Bèlgica       | +2'30"  |
| 10.    | Kelvin Bakx       | Països Baixos | m.t.    |

### Cursa sub-23 femenina
| Pos.   | Ciclista                   | País          | Temps   |
| ------ | -------------------------- | ------------- | ------- |
| Or     | Annemarie Worst            | Països Baixos | 43' 47" |
| Argent | Ellen Noble                | Estats Units  | + 10"   |
| Bronze | Evie Richards              | Regne Unit    | + 26"   |
| 4.     | Laura Verdonschot          | Bèlgica       | + 1'08" |
| 5.     | Manon Bakker               | Països Baixos | + 1'41" |
| 6.     | Nikola Noskova             | Txèquia       | + 1'44" |
| 7.     | Ceylin del Carmen Alvarado | Països Baixos | + 2'17" |
| 8.     | Emma White                 | Estats Units  | + 2'37" |
| 9.     | Malene Degn                | Dinamarca     | + 2'45" |
| 10.    | Inge van der Heijden       | Països Baixos | + 2'57" |

### Cursa júnior
| Pos.   | Ciclista          | País         | Temps  |
| ------ | ----------------- | ------------ | ------ |
| Or     | Thomas Pidcock    | Regne Unit   | 41'24" |
| Argent | Dan Tulett        | Regne Unit   | +38"   |
| Bronze | Ben Turner        | Regne Unit   | +44"   |
| 4.     | Loris Rouiller    | Suïssa       | +52"   |
| 5.     | Antoine Benoist   | França       | +1'23" |
| 6.     | Jelle Camps       | Bèlgica      | +1'37" |
| 7.     | Timo Kielich      | Bèlgica      | +1'55" |
| 8.     | Toon Vandebosch   | Bèlgica      | +1'56" |
| 9.     | Denzel Stephenson | Estats Units | +2'07" |
| 10.    | Niklas Markl      | Alemanya     | +2'10" |

## Medaller
| Pos.  | País          | Or | Plata | Bronze | Total |
| 1     | Països Baixos | 2  | 2     | 1      | 5     |
| 2     | Bèlgica       | 2  | 0     | 1      | 3     |
| 3     | Regne Unit    | 1  | 1     | 2      | 4     |
| 4     | Espanya       | 0  | 1     | 0      | 1     |
| 4     | Estats Units  | 0  | 1     | 0      | 1     |
| 6     | Txèquia       | 0  | 0     | 1      | 1     |
| Total | Total         | 5  | 5     | 5      | 15    |